# Iu Bohigas i Blanch
Iu Bohigas i Blanch   (Salt, 1 de maig de 1911 - Sant Gregori, 28 d'abril de 2004) fou un mestre de català, pioner de l'ensenyament del català a les comarques gironines després de la postguerra.

## Biografia
Nascut en una família d'hortolans del Veïnat de Salt, de petit va anar a estudi al Veïnat amb el mestre Pere Gallostra i més tard a Girona, on va ser alumne de Silvestre Santaló. Va estudiar magisteri a la Normal i va aprendre català de forma autodidacta. Als quinze anys va escriure les seves primeres poesies, algunes de les quals van ser publicades a la revista En Patufet.
Mentrestant, va donar classes de català i d'esperanto al Centre Republicà de Salt, d'on més tard en seria president. Allà va conèixer Felipa Costabella, que més tard seria la seva esposa. L'any 1930, amb l'Agustí Cabruja i d'altres joves saltencs, van fundar la revista El Poble de Salt, on s'encarregà d'escriure articles sobre la llengua catalana i, més tard, les editorials. L'any 1932 va iniciar la col·laboració a L'Autonomista, essent un dels primers col·laboradors en escriure-hi en català, on escrivia especialment les editorials. Aquell mateix any, i durant un semestre, va fer de mestre a l'escola de Bonmatí. L'any 1934 va obtenir el títol de mestre de la República.
Al començament de la guerra va ser regidor de Cultura de l'Ajuntament de Salt, fins que ho va deixar tot per anar al front de l'Ebre, on va ensenyar a llegir i escriure als seus companys. Abans havia estat membre del comitè revolucionari de Salt, en representació dels republicans. Acabada la guerra es va exiliar a França, essent internat al camp de Judes de Setfonts, d'on no en va poder sortir fins al dia que es va declarar la guerra europea. De Setfonts va anar al Rosselló, on va treballar a la vinya i com a peó de camins. Durant la invasió nazi a França, va col·laborar amb el maquis en diverses ocasions. Mentrestant, va aprendre el francès i va començar a treballar d'administratiu en una empresa de La Tor de França, un petit poble de la Fenolleda.
El 1945 anà a viure a Estagell i el 1948 es casà per poders amb Felipa Costabella. El mateix any, i durant la convalescència d'una malaltia, va fer un curs de mestre de català per correspondència organitzat per la Generalitat a l'exili i supervisat pel mestre Pompeu Fabra. El 15 d'agost de 1949 va obtenir el títol de mestre de català amb la qualificació d'excel·lent. L'any següent es va retrobar amb la seva dona, amb qui s'havia casat per poders, i amb qui durant els anys d'exili només s'havien pogut veure unes poques hores, una vegada que ella va travessar la frontera clandestinament.
L'any 1950 va néixer el seu fill Francesc i el 1953 van tenir el seu segon fill, Miquel. Aquest mateix any, Bohigas va retornar a Salt amb la família, després de 14 anys d'exili. D'entrada, va cercar alguna feina relacionada amb el català, sense aconseguir-ho, i va començar a treballar d'administratiu a la Gestoria Paulí, feina que va fer fins que es va jubilar. L'any 1955 va preparar i impartir un curs de català per correspondència basat en un mètode propi. Era el primer curs d'aquestes característiques de la postguerra. També fou el primer que començà a donar les primeres classes presencials de català a Salt i a Girona de la postguerra. A Salt, de forma desinteressada, va donar classes a l'antiga guarderia de la fàbrica Gassol i a Girona, als locals de la UEC.
En jubilar-se, i mentre seguia estudiant la llengua catalana, es va dedicar a recollir frases fetes, dites populars, refranys. També va escriure poemes. Molest perquè un escriptor català va dir que no escrivia en català perquè era una llengua pobra, Bohigas va escriure la rondalla Plet per a un rat, d'un gos i un gat, de més de 500 versos, usant només paraules d'un sol cop de veu. L'any 1986, durant el II Congrés Internacional de la Llengua Catalana, l'Ajuntament de Salt li va atorgar una placa de plata en reconeixement de la seva fidelitat, defensa i treball en favor de la llengua catalana. Després d'una llarga malaltia, va morir a Sant Gregori l'any 2004.
L'any 2010 l'Ajuntament de la Vila de Salt va acordar per unanimitat posar el seu nom a la Biblioteca Municipal. L'1 de maig de 2011, just el dia en què es commemora el centenari del seu naixement, Miquel Bohigas Costabella inicia el blog "Iu Bohigas i Blanch. Mestre de català".